# Wireless Distribution System
In telecomunicazioni Wireless Distribution System (WDS) è un sistema che permette l'interconnessione di access point attraverso la rete wireless. Come descritto nell'IEEE 802.11, permette l'espansione di una rete senza fili, usando access point multipli, senza la necessità di un collegamento cablato, come è richiesto tradizionalmente.
Un access point può essere principale, di inoltro o remoto. Un access point principale è collegato tipicamente alla rete cablata. Un access point di inoltro trasmette i dati fra le stazioni remote e principali. Un access point remoto accetta i collegamenti dai client senza fili e li passa a quelli di inoltro o quelli principali. I collegamenti fra client sono fatti usando sia gli indirizzi MAC che specificando gli indirizzi IP.
Tutti gli access point in un sistema Wireless Distribution System devono essere configurati per usare lo stesso canale radio e condividere le chiavi WEP se usate. Possono essere configurati diversi SSID (Service Set IDentifier), sebbene solitamente si tende a configurare un solo SSID per facilitare la connessione agli utenti.
Un access point WDS può anche fornire accesso ai client e contemporaneamente agire da bridge. Bisogna notare, che il rendimento in questo metodo è inversamente proporzionale al numero degli hop (salti), poiché tutto il traffico utilizza lo stesso canale radio. Per esempio, il traffico del client che passa attraverso access point di inoltro prima che raggiunga quello principale ha a disposizione al massimo la metà della banda dei client connessi direttamente all'access point principale.

## Svantaggi
La banda utile di trasmissione viene approssimativamente dimezzata per ogni access point attraversato abbassando così l'efficienza spettrale del sistema. Sostanzialmente perché tutte le trasmissioni usano lo stesso canale radio e devono essere ritrasmesse per raggiungere la rete cablata. Questo è vero quando il secondo access point fa sia da bridge che da AP. Se il bridge è dedicato, quindi client wireless non sono collegabili, la banda non è dimezzata.
Le chiavi di protezione e crittografia assegnate dinamicamente non sono in genere supportate. Ciò significa che il WPA e le altre tecnologie a chiave dinamica non possono essere utilizzate, benché il WPA-PSK, in molti casi, sia possibile. Ciò è dovuto alla mancanza di regolamentazione in questo campo, che ha portato i produttori ad intraprendere metodi differenti di implementazione. Le implementazioni del WDS su apparati di vari produttori non sono necessariamente compatibili tra di loro.